# Zezita de Matos
Severina de Souza Pontes (Pilar, 28 de agosto de 1942), mais conhecida como Zezita Matos,  é uma atriz e professora brasileira, que ganhou destaque por seus trabalhos no cinema, como Laura em Mãe e Filha (2012), Das Dores em A História da Eternidade (2015) e Tereza em Deserto Particular (2021). Na televisão, Zezita ganhou notoriedade por interpretar Piedade em Velho Chico (2016). Em 2020, recebeu aclamação da crítica por interpretar Chiquinha no filme Pacarrete, pelo qual foi indicada ao Grande Otelo de melhor atriz coadjuvante e venceu o Prêmio Guarani, também de atriz coadjuvante.

## Biografia
Zezita nasceu em uma fazenda em Juripiranga, distrito da cidade de Pilar, interior da Paraíba, em 28 de agosto de 1942. Lá ela viveu até seus seis anos de idade. Seus pais eram comerciantes e ela é a filha mais velha de cinco irmãos. Ela realizou um exame de admissão e foi aprovada no Colégio das Damas em Campina Grande. Os custos com o internato eram muito altos e seu pai não conseguiu mantê-los, mudando-se para João Pessoa em busca de mais oportunidades de trabalho.
Ainda muito jovem, começou a se interessar pelo mundo das artes. Com apenas 16 anos de idade, em 1958, já vivendo na capital João Pessoa, ingressou no time de atores do teatro paraibano, onde consagrou-se como a Primeira-Dama do Teatro Paraibano, título esse dado por um grande amigo seu que virou marca registrada da atriz. No início, a atriz enfrentou muita resistência de seu pai para frequentar o grupo teatral. Zezita apenas podia ir para os ensaios com a presença de seu irmão, o também ator Everaldo Pontes.
A atriz formou-se em duas graduações, Letras e Pedagogia. Por anos, lecionou no Centro Universitário de João Pessoa e atuou como coordenadora dos cursos de Pedagogia e Letras. Mesmo após sua aposentadoria, continuou se envolvendo em projetos culturais com implantações de saraus de poesias e um clube de cinema dentro da instituição. Zezita também sempre foi muito ativa politicamente. Ela frequentou o grupo da juventude comunista na Paraíba. Por conta disso, precisou ficar por meses escondida na casa de um tio para não ter o mesmo destino que alguns de seus colegas que foram perseguidos, presos, torturados e até desaparecidos durante o Regime Militar Brasileiro.

## Carreira
Zezita iniciou sua carreira no teatro amador de João Pessoa entre o final dos anos 1950 e início dos anos 1960. Ela foi se envolvendo em diversas montagens teatrais da cidade e além da atuação, tornou-se um dos principais nomes da cultura do estado da Paraíba. Aos 14 anos, foi convidada para o Grupo de Teatro Popular de Arte e foi escalada para peça Prima Dona. Inicialmente, ela estava escalada para um pequeno papel. Zezita estudou toda a peça para se preparar. No dia da apresentação, a atriz principal não pôde comparecer e Zezita a substituiu, sendo bastante elogiada e requisitada para mais trabalhos. Conciliou, por anos, a atuação com a docência. Recebeu o título de "Primeira Dama do Teatro Paraibano", pois foi a primeira mulher a dirigir o Teatro Santa Roza.
A atriz sempre foi fascinada pelo cinema. Em sua juventude, colecionava edições da famosa revista Cinelândia, pois ela adorava ler sobre os bastidores de gravações e guardar fotos de atores e atrizes. Após anos de carreira no teatro, em 1965 realizou seu primeiro teste para cinema e foi aprovada para uma participação no filme Menino de Engenho, sendo dirigida por Walter Lima Júnior. Depois, voltou a se dedicar exclusivamente ao teatro. Em 1984, fez sua primeira aparição em televisão com uma pequena ponta na novela Vereda Tropical.
Em 2000, após mais de 35 anos de seu primeiro trabalho no cinema, surgiu um convite de Marcus Vilar para Zezita atuar em seu curta-metragem A Canga. Ela conta que já não pensava mais em fazer cinema, mas após sua participação no curta começaram a surgir mas convites para filmes. Em 2005, esteve no premiado longa Cinema, Aspirinas e Urubus, de Marcelo Gomes. Ganhou destaque em O Céu de Suely, filme dirigido por Karim Aïnouz em 2006, interpretando a avó da protagonista Suely, interpretada por Hermila Guedes. No filme, sua personagem se chamava Zezita, pois todos os personagens secundários da produção possuem os mesmos nomes dos atores que o interpretam.
Nos anos seguintes, continuou a realizar pequenas participações em filmes e muitos curtas-metragens, totalizando mais de 10 curtas em sua carreira. Em 2011, voltou a ganhar destaque por seu desempenho em Mãe e Filha, onde ela interpreta uma das protagonistas, Laura, a mãe. Dirigido pelo premiado cineasta cearense Petrus Cariry, o filme percorreu por diversos festivais de cinema e Zezita foi aclamada por sua atuação, vencendo prêmios de melhor atriz no Cine Ceará, FestCine Goiânia e FestCine Maracanau. Por seu desempenho no filme, recebeu sua primeira indicação ao Prêmio Guarani, maior premiação da crítica cinematográfica brasileira, na categoria de melhor atriz coadjuvante.
Em 2015, brilhou como a matriarca Donas das Dores em A História da Eternidade, filme dirigido por Camilo Cavalcante. Atuando ao lado de nomes como Irandhir Santos e Marcélia Cartaxo, ela foi bastante elogiada vencendo os prêmios de melhor atriz no Festival Internacional de Cinema da Fronteira e também no Festival  Paulínia de Cinema, sendo esse último compartilhado com Marcélia e Débora Ingrid.
Em 2016, Zezita ganhou notoriedade no cenário nacional por sua interpretação na novela Velho Chico, de Benedito Ruy Barbosa. A atriz foi convidada por Luiz Fernando Carvalho para interpretar a mãe coragem Piedade dos Anjos. Na trama, ela é mãe do protagonista Santo e de Bento, interpretados por Domingos Montagner e Irandhir Santos, respectivamente. Curiosamente, Zezita já havia atuado no papel de mãe de Irandhir em quatros filmes antes da novela. Ela conta que fazer novelas não estava em seus planos, mas aceitou o convite do diretor Luiz Fernando por conta de seus trabalhos como cineasta. Também em 2016, esteve no elenco da grande produção Reza a Lenda, atuando com Cauã Reymond, Sophie Charlotte e Luísa Arraes.
Em julho de 2018, a atriz tomou posse como presidente da Academia Paraibana de Cinema (APC). Zezita tornou-se primeira mulher a assumir a presidência da APC, tendo o professor e cineasta João de Lima como vice-presidente.
Em 2018 volta à televisão em uma participação especial na série Onde Nascem os Fortes, também dirigida por Luiz Fernando Carvalho. Também em 2018, foi convidada por Allan Deberton para gravar o premiado Pacarrete. No filme, ela divide tela com Marcélia Cartaxo, Soia Lira e João Miguel. Interpretando a irmã da protagonista Pacarrete, Chiquinha, Zezita foi bastante elogiada pela crítica. Por esse trabalho, ela recebeu sua primeira indicação da Academia Brasileira de Cinema ao Grande Otelo, na categoria Melhor Atriz Coadjuvante. O trabalho no filme também rendeu sua primeira vitória e segunda indicação ao Prêmio Guarani de Melhor Atriz Coadjuvante em 2021.
Em 2021, estreia o filme Acqua Movie, onde Zezita atua ao lado de Augusto Madeira, Marcélia Cartaxo e Alessandra Negrini. No mesmo ano, esteve em Deserto Particular, filme representante do Brasil na disputa do Óscar de melhor filme estrangeiro. Por esse trabalho, ela se saiu vitoriosa no Cine PE, festival de cinema em Recife, como melhor atriz coadjuvante.

## Filmografia

### Televisão
| Ano  | Trabalho/Obra         | Personagem                       | Notas                  |
| ---- | --------------------- | -------------------------------- | ---------------------- |
| 1984 | Vereda Tropical       | Mulher que persegue Maria da Paz | Participação           |
| 2016 | Velho Chico           | Piedade dos Anjos                |                        |
| 2018 | Onde Nascem os Fortes | Rosa                             | Episódio: "22 de maio" |
| 2020 | Amor de Mãe           | Maria Izabel dos Santos          |                        |

### Cinema
| Ano  | Título                              | Personagem        |
| ---- | ----------------------------------- | ----------------- |
| 2025 | Alegria do Amor                     | Madre Aparecida   |
| 2024 | O Sertão Vai Vir ao Mar             | Maria José        |
| 2023 | O Alecrim e o Sonho                 | Joana Eulália     |
| 2021 | Currais                             | Zezita            |
| 2021 | Deserto Particular                  | Tereza            |
| 2021 | Acqua Movie                         | Avó               |
| 2020 | Não me esqueças, me ame para sempre | Gegê              |
| 2020 | Remoinho                            | Vó                |
| 2019 | Pacarrete                           | Chiquinha         |
| 2019 | Ambiente Familiar                   | Rezadeira         |
| 2019 | Marés                               | Marli             |
| 2016 | Reza a Lenda                        | Deinha            |
| 2015 | Olhos de Botão                      | —                 |
| 2015 | A História da Eternidade            | Dona das Dores    |
| 2013 | Os Pobres Diabos                    | Zezivalda         |
| 2012 | Boa Sorte, Meu Amor                 | Empregada         |
| 2011 | Mãe e Filha                         | Laura             |
| 2010 | Olhos Azuis                         | Dora              |
| 2010 | Ferrolho                            | Odete             |
| 2010 | O Sonho de Inacim                   | Mãe Aninha        |
| 2009 | Azul                                | —                 |
| 2007 | Baixio das Bestas                   | —                 |
| 2006 | O Céu de Suely                      | Zezita            |
| 2005 | Cinema, Aspirinas e Urubus          | Mulher da Galinha |
| 2001 | A Canga                             | Esposa            |
| 1965 | Menino de Engenho                   | Figurante         |

## Teatro
- Prima Dona
- Quebra-quilos
- As Velhas

## Prêmios e indicações
| Ano  | Prêmio                                              | Indicação                | Trabalho                 | Resultado | ref    |
| ---- | --------------------------------------------------- | ------------------------ | ------------------------ | --------- | ------ |
| 2010 | Festival de Curta-Metragem de Pernambuco            | Melhor Atriz             | Azul                     | Venceu    | [ 23 ] |
| 2011 | Festival de Cinema no Ceará                         | Melhor Atriz             | Mãe e Filha              | Venceu    | [ 24 ] |
| 2011 | FestCine Goiânia                                    | Melhor Atriz             | Mãe e Filha              | Venceu    |        |
| 2011 | FestCine Maracanau                                  | Melhor Atriz             | Mãe e Filha              | Venceu    | [ 25 ] |
| 2012 | Prêmio Guarani de Cinema Brasileiro                 | Melhor Atriz Coadjuvante | Mãe e Filha              | Indicado  | [ 11 ] |
| 2012 | Festival Nacional de Curta Metragem de Taquaritinga | Melhor Atriz             | Homenagem                | Venceu    | [ 23 ] |
| 2014 | Festival Internacional de Cinema da Fronteira       | Melhor Atriz             | A História da Eternidade | Venceu    | [ 26 ] |
| 2014 | Festival Paulínia de Cinema                         | Melhor Atriz             | A História da Eternidade | Venceu    | [ 27 ] |
| 2016 | Academia de Cordel do Vale do Paraíba               | Honra ao Mérito Cultural | Homenagem                | Venceu    | [ 28 ] |
| 2021 | Festival Sesc Melhores Filmes                       | Melhor Atriz Nacional    | Pacarrete                | Indicado  |        |
| 2021 | Grande Prêmio do Cinema Brasileiro                  | Melhor Atriz Coadjuvante | Pacarrete                | Indicada  |        |
| 2021 | Prêmio Guarani de Cinema Brasileiro                 | Melhor Atriz Coadjuvante | Pacarrete                | Venceu    |        |
| 2021 | Cine PE - Festival do Audiovisual                   | Melhor Atriz Coadjuvante | Deserto Particular       | Venceu    | [ 14 ] |
| 2022 | Prêmio Guarani de Cinema Brasileiro                 | Melhor Atriz Coadjuvante | Deserto Particular       | Indicado  |        |
| 2022 | Festival Sesc Melhores Filmes                       | Melhor Atriz Nacional    | Currais                  | Indicado  |        |